# Allodape ceratinoides
Allodape ceratinoides är en biart som beskrevs av Giovanni Gribodo 1884.
Allodape ceratinoides ingår i släktet Allodape och familjen långtungebin. Inga underarter finns listade i Catalogue of Life.